# Gui Boratto
Guilherme Boratto (São Paulo, 1974) é um arquiteto, compositor, e produtor de música eletrônica brasileiro. 

## Discografia

### Álbuns
- "Chromophobia", Kompakt, 2007[1]
- "Take my Breath Away", Kompakt, 2009[1]
- "III", Kompakt, 2011[1]
- "Abaporu", Kompakt, 2014[1]
- "Pentagram", Kompakt, 2018[1]

### Singles
- "Generate EP", OFF BEAT, 2013[2]
- "Beluga" (12") Audiomatique Recordings, 2006[2]
- "Brazilian Soccer - Edition (Paralelo, Tipologia)" (12") Killa Beat Recordings, 2006[2]
- Division EP (12") Harthouse Mannheim, 2006[2]
- "Gate 7" (12") K2, 2006[2]
- "It's Majik" (12") Plastic City, 2006[2]
- "Like You" (12") Kompakt Pop, 2006[2]
- "Sozinho" (12") K2, 2006[2]
- "Speicher 38 (The Rising Evil)" (12") Kompakt Extra, 2006[2]
- "Arquipélago" (12") K2, 2005[2]
- "Sunrise" (12") Plastic City, 2005[2]
- Twiggy EP (12") Circle Music, 2005[2]

### Remixes
- Vida Real (Tema BBB21) - Paulo Ricardo feat. Gui Boratto
- Goldfrapp - "A&E" (Gui Boratto Remix) Mute Records, 2006
- Pet Shop Boys - Love Etc (Gui Boratto Remix), Parlophone Records 2009
- Agoria - "Baboul Hair Cuttin'" (Gui Boratto Remix) Different Recordings, 2006
- Oscar - "Freak Inside" (Gui Boratto Remix) Confused Recordings, 2006
- Kaleidoscópio - "Meu sonho" (Gui Boratto Remix) Cuadra, 2004
- Kaleidoscópio - "Voce Me Apareceu" (Gui Boratto Horn Mix) Cuadra, 2004
- Adam Freeland - Silverlake Pills (Gui Boratto Remix),  2008
- Massive Attack - Paradise Circus (Gui Boratto Remix), 2010